# Илин Димитров
Илин Павлинов Димитров е български политик.
Роден през 1983 година в Добрич, той работи в сферата на туризма, а от 2011 година преподава в Колежа по туризъм във Варна. От декември 2021 до юли 2022 година е народен представител в XLVII народно събрание от партията „Продължаваме промяната“. От август 2022 до юни 2023 година е министър на туризма в служебните правителства на Гълъб Донев, а след това е назначен в администрацията на президента Румен Радев.

## Образование:
Илин Димитров е роден на 11 септември 1983 г. в град Добрич, Народна република България.
Учи в Езикова гимназия „Гео Милев“ в родния си град с немски и английски език.
Завършва 3 бакалавърски степени от различни университети – организация и управление на хотели и ресторанти в Колежа по туризъм във Варна, стопанско управление в Стопанска академия „Д. А. Ценов“ – Свищов и маркетинг и мениджмънт във Висшето училище по мениджмънт.
През 2021 г. защитава докторска степен в ИУ – Варна. Изследването му е насочено в подобряването на качеството на туристическия продукт по черноморските хотели.

## Професионално развитие:
Илин Димитров е с дългогодишен стаж в туризма и бивш преподавател по туризъм в Колеж по туризъм – Варна (2011 – 2021).
В периода 2020 – 2022 е директор на Центъра за кариери, маркетинг и предприемачество в Икономически университет – Варна и председател на Варненска туристическа камара(2020 – 2022).
На парламентарните избори през ноември 2021 г. като кандидат за народен представител е 6-и в листата на „Продължаваме промяната“ за 3 МИР Варна. На 15 декември 2021 г. става народен представител на мястото на Даниел Лорер, който става министър на иновациите и растежа.
На 21.12.2021 г. е избран за председател на новосформираната постоянна Комисия по туризъм към XLVII народно събрание.
Министър на туризма в периода 08.2022 – 06.2023 г.
Награден за министър на туризма на Балканите за 2022 година на най-голямото изложение в света ITB – Берлин.
През периода му на работа като служебен министър на туризма България домакинства 68-ата регионална комисия на UNWTO, печели място в изпълнителния съвет на UNWTO и заема 6-о място в света по ръст на туристите и възстановяване от COVID-19.
През месец юли 2023 е назначен с указ на президента на Република България за секретар по туризъм, култура, духовност и образование.
Доктор хонорис кауза на университета Каратекин в Чанкара, Република Турция.